# Saint-Marcel-lès-Sauzet
Saint-Marcel-lès-Sauzet este o comună în departamentul Drôme din sud-estul Franței. În 2009 avea o populație de 1.143 de locuitori.

## Evoluția populației
| An        | 1975 | 1982 | 1990  | 1999  | 2006  | 2009  |
| --------- | ---- | ---- | ----- | ----- | ----- | ----- |
| Populație | 405  | 620  | 1.025 | 1.104 | 1.116 | 1.143 |